# Sulzenauferner
Der Sulzenauferner ist einer der größten Gletscher der Stubaier Alpen. Er liegt im Bereich des mit 3.507 m höchsten Berges dieses Gebirgszuges, des Zuckerhütls. Berühmt ist sein eindrucksvoller und markanter wellenförmiger Eisbruch. Der Gletscher ist von großen Teilen des Stubaitales sichtbar und verleiht der gesamten Talschaft ihre alpine Prägung. Seit dem letzten Hochstand der Gletscher um 1850 hat er bereits dramatisch an Länge und Mächtigkeit verloren, diese Entwicklung verstärkte sich insbesondere in den letzten Jahren. 2013 schmolz die Verbindung des Eiswasserfalls über eine Felskante zur Gletscherzunge endgültig ab. Im Zungenbereich vereinigte sich der Sulzenauferner bis zum Beginn des 21. Jahrhunderts mit der Fernerstube, einem Gletscher, der von der Westseite des Wilden Freigers herunterfließt.